# The Last Supper (Belphegor)
The Last Supper è il primo album full-length del gruppo austriaco pubblicato nel 1995.

## Tracce
1. The Last Supper – 3:54
2. A Funeral Without A Cry – 4:49
3. Impalement Without Mercy – 3:41
4. March Of The Dead – 4:53
5. The Rapture Of Cremation – 3:51
6. Engulfed In Eternal Frost – 3:35
7. Drowned In Excrement – 3:30
8. In Rememberance Of Hate And Sorrow – 4:55
9. Bloodbath In Paradise II – 2:58
10. Krucifixion – 4:10
11. Obscure And Deep – 4:29
12. Bloodstained Ritual – 2:59
13. Sabbath Bloody Sabbath (cover dei Black Sabbath) – 2:54
14. Purity Through Fire – 2:53
15. Diabolical Possession – 5:09
16. Outbreak Of Evil (cover dei Sodom) – 2:46